# Liste der Kulturdenkmale in Berlin-Märkisches Viertel

Lage von Märkisches Viertel in Berlin

In der Liste der Kulturdenkmale von Märkisches Viertel sind die Kulturdenkmale des Berliner Ortsteils Märkisches Viertel im Bezirk Reinickendorf aufgeführt.

## Denkmalbereiche (Gesamtanlagen)
| Nr.      | Lage                               | Offizielle Bezeichnung                        | Beschreibung                                                            | Bild |
| -------- | ---------------------------------- | --------------------------------------------- | ----------------------------------------------------------------------- | ---- |
| 09020010 | Finsterwalder Straße 66/68A (Lage) | Kirche und Gemeindezentrum Am Seggeluchbecken | Kirche, 1970–1972 von Bodo Fleischer, Georg Lichtfuß und Stefan Polónyi |      |
| 09020010 | Finsterwalder Straße 66/68A (Lage) | Kirche und Gemeindezentrum Am Seggeluchbecken | Bildwerke von Manfred Henkel                                            |      |
| 09020010 | Finsterwalder Straße 66/68A (Lage) | Kirche und Gemeindezentrum Am Seggeluchbecken | Gemeindezentrum                                                         |      |

## Baudenkmale
| Nr.      | Lage                               | Offizielle Bezeichnung               | Beschreibung | Bild |
| -------- | ---------------------------------- | ------------------------------------ | --- | ---- |
| 09085077 | Dannenwalder Weg 167 (Lage)        | Ev. Gemeindezentrum Apostel Johannes | 1970–1971 von Gerd Neumann, Dietmar Grötzebach und Günther Plessow. Grundrisse und Ansichten befinden sich im Architekturmuseum der TU Berlin. Ein weiterer Kirchenbau der Architektengruppe ist das Gemeindezentrum Plötzensee. |      |
| 09085077 | Dannenwalder Weg 167 (Lage)        | Ev. Gemeindezentrum Apostel Johannes | Altarraum |      |
| 09085078 | Wilhelmsruher Damm 144–144B (Lage) | Kath. St. Martin-Kirche              | 1972–1973 von Werner Düttmann |      |
| 09085078 | Wilhelmsruher Damm 144–144B (Lage) | Kath. St. Martin-Kirche              | Altarraum |      |
| 09085078 | Wilhelmsruher Damm 144–144B (Lage) | Kath. St. Martin-Kirche              | Gemeindezentrum |      |